# Ане (Приморски Шарант)
Ане (фр. Anais) насеље је и општина у западној Француској у региону Поату-Шарант, у департману Приморски Шарант која припада префектури Ла Рошел.
По подацима из 2011. године у општини је живело 325 становника, а густина насељености је износила 34,43 становника/km². Општина се простире на површини од 9,44 | km². Налази се на средњој надморској висини од 16 метара (максималној 29 m, а минималној 3 m).

## Демографија
| 1962. | 1968. | 1975. | 1982. | 1990. | 1999. | 2011. |
| ----- | ----- | ----- | ----- | ----- | ----- | ----- |
| 184   | 197   | 195   | 211   | 231   | 210   | 325   |

График промене броја становника у току последњих година